# Valacloche
Valacloche là một đô thị trong tỉnh Teruel, Aragon, Tây Ban Nha. Theo điều tra dân số 2004 (INE), đô thị này có dân số là 23 người.
The name of Valacloche comes from Latin "Vallis Clavssa" that translates into English as "closed valley". 
The citizens who live there are called "valaclochenses".